# زاپوپان، خالیسکو
زاپوپان (به اسپانیایی: Zapopan, Jalisco) از شهرهای کشور مکزیک است که در ایالت خالیسکو قرار دارد و جمعیتش طبق سرشماری سال ۲۰۱۰ میلادی ۱٫۱۴۲،۴۸۳ نفر بوده است.